# Bodtjärnen (Hotagens socken, Jämtland, 711330-142550)
Bodtjärnen är en sjö i Krokoms kommun i Jämtland och ingår i Indalsälvens huvudavrinningsområde. Sjön har en area på 0,132 kvadratkilometer och ligger 581 meter över havet. Sjön avvattnas av vattendraget Hasslingsån (Fjällån).

## Delavrinningsområde
Bodtjärnen ingår i det delavrinningsområde (711369-142520) som SMHI kallar för Utloppet av Bodtjärnen. Medelhöjden är 619 meter över havet och ytan är 1,72 kvadratkilometer. Räknas de 7 avrinningsområdena uppströms in blir den ackumulerade arean 29,8 kvadratkilometer. Hasslingsån (Fjällån) som avvattnar avrinningsområdet har biflödesordning 3, vilket innebär att vattnet flödar genom totalt 3 vattendrag innan det når havet efter 312 kilometer. Avrinningsområdet består mestadels av skog (86 procent). Avrinningsområdet har 0,13 kvadratkilometer vattenytor vilket ger det en sjöprocent på 7,5 procent.